# Swedish Juniors
Das Swedish Juniors (auch Swedish Junior International genannt) ist im Badminton die offene internationale Meisterschaft von Schweden für Junioren und damit das bedeutendste internationale Juniorenturnier in Schweden. Es wurde erstmals in den 1980er Jahren ausgetragen. Zwischenzeitlich war das Turnier als Uppsala Junior International bekannt.

## Die Sieger
| Saison    | Herreneinzel        | Dameneinzel               | Herrendoppel                              | Damendoppel                          | Mixed                          |
| --------- | ------------------- | ------------------------- | ----------------------------------------- | ------------------------------------ | ------------------------------ |
| 1986      | Jörgen Tuvesson     | Margit Borg               | Magnus Böröy Jörgen Tuvesson              | Tanja Berg Susanne Krag              | nicht ausgetragen              |
| 1991      |                     | Mette Sørensen            |                                           |                                      |                                |
| 2012      | Daniel Font         | Matilda Nygren-Strandberg | Jonathan Marcus Forsberg Albin Carl Hjelm | Kristin Kuuba Helina Rüütel          | Oliver Gwilt Aimee Moran       |
| 2015      | Andy Tsai           | Denise Shen               | Felix Nandin Oskar Westerlund             | Clara Nistad Moa Sjöö                | Morgan Lidman Moa Sjöö         |
| 2017      | Cristian Savin      | Miranda Wilson            | Adam Gozzi Carl Harrbacka                 | Stine Susan Küspert Emma Moszczynski | Carl Harrbacka Tilda Sjöö      |
| 2018      | Christopher Grimley | Mashiro Yoshikawa         | Christopher Grimley Matthew Grimley       | Mashiro Yoshikawa Miu Nirasawa       | Melker Bexell Tilda Sjöö       |
| 2019      | Liu Liang           | Zhou Meng                 | Dai Enyi Feng Yanzhe                      | Qian Gouhong Zhou Xinru              | Feng Yanzhe Li Yijing          |
| 2020      | Joakim Oldorff      | Maryja Stoljarenko        | Egor Kholkin Georgii Lebedev              | Jaymie Laurens Kelly van Buiten      | Egor Kholkin Sofiia Doroshenko |
| 2021 2022 | nicht ausgetragen   | nicht ausgetragen         | nicht ausgetragen                         | nicht ausgetragen                    | nicht ausgetragen              |
| 2023      | Oleksii Titov       | Elin Ryberg               | David Eckerlin Simon Krax                 | Sofie Røjkjær Lærke Thomsen          | Mio Molin Sofia Strömvall      |